# Axel Bäckman (tecknare)

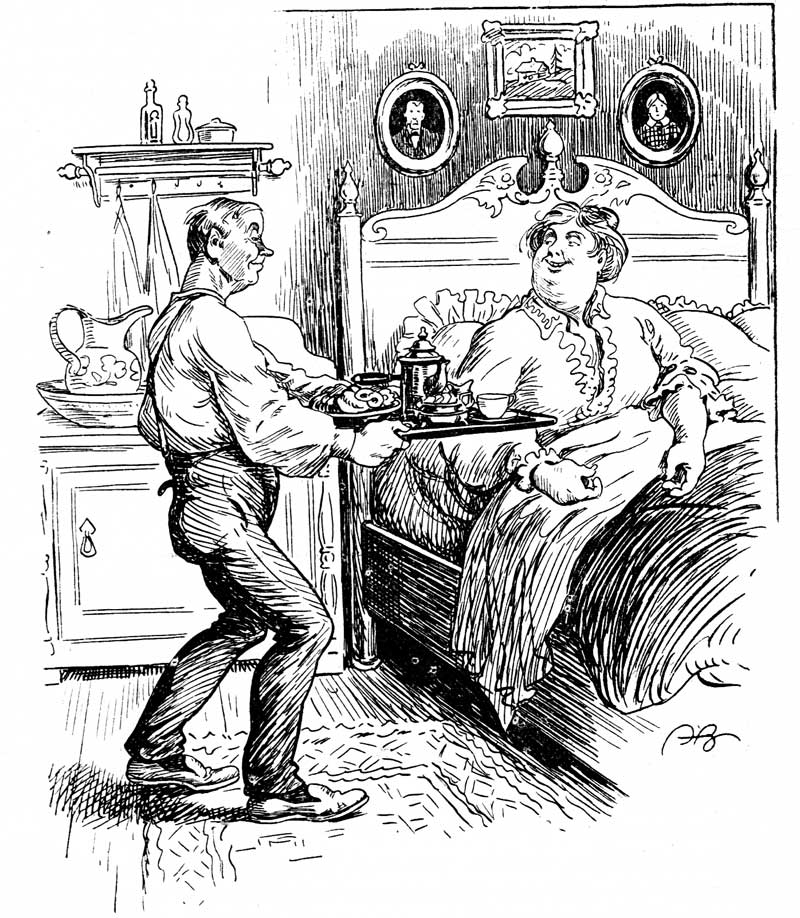
När Olle Stenström skulle bli riksdagsman: "Hon kunde icke lefva utan att få kaffe på sängen och serveradt af hennes rare Olle".

Karl Axel Bäckman, född 10 juli 1868 i Härnösands domkyrkoförsamling, död 4 december 1941 i Salem, var en svensk serietecknare och konstnär. Bäckman skapade tidiga svenska serieklassiker som "Påhittiga Johansson" och "Rulle Rustibus".
Axel Bäckman var en oerhört produktiv tecknare som jämsides med Knut Stangenberg och Oscar Jacobsson tillhör pionjärerna bland svenska serietecknare. Jämsides med skämtteckningar i olika tidningar publicerade han för Vårt Hem klassikerna Påhittiga Johansson (1923), Rulle Rustibus (1926) och Tvillingbröderna (1928) och för Veckans Novell/Levande Livet serien Snälla Svensson (1930) som under 30-talet utvecklades till serien Stenåldersliv. Han tecknade även för norska, finska och danska tidskrifter. Bäckmans vänliga och underfundiga humor gör att serierna, trots ett åldrande, bibehåller en jordnära och handfast humor, som för tankarna till "buskisen". Påhittiga Johansson publicerades i omtryck efter tecknarens död och finns också i ett antal julalbum från 30-talet. Den filmades också.